# Peder Bundgaard
Peder Bundgaard (født 18. marts 1945, død 5. august 2024) var en dansk tegner og forfatter. Han har designet en lang række bog- og pladeomslag, bl.a. Dan Turèlls bøger og coveret til Efter endnu en dag Gasolins 7. LP-plade. Desuden udgav han de senere år flere romaner, efter debuten i 2004 med romanen "Dødsens Stille". Peder Bundgaard var en af de 12 tegnere, der i 2005 tegnede religionsstifteren Muhammed til Jyllands-Posten.